# Sekularismus

Mapa sekulárních států

Sekularismus je zásada, že státní moc, státní instituce a stát sám mají být nezávislé na náboženství a náboženském uvažování. Sekularismus se významně uplatnil především v mnoha zemích Západu, kde v současnosti převládá, i když se jeho přesný obsah v jednotlivých zemích liší a stále se vyvíjí. Praktikuje se však i v mnoha státech Asie a Afriky. Prakticky politický sekularismus znamená oddělení vládních institucí a osob pověřených zastupováním státu od náboženských institucí a náboženských hodnostářů a souvisí zejména s rozvojem konceptu sekulárních, tj. nábožensky neutrálních států.

## Původ termínu
Pojem „sekularismus“ se objevil v polovině 19. století, v době společenských proměn poznamenaných revolučním děním v Evropě spojeným se socialistickým hnutím, vrcholící průmyslovou revolucí a snahou o sociální, politické a ekonomické reformy. Termíny sekulární, sekularista či sekularismus použil poprvé britský vydavatel novin George Holyoake ve svých textech v letech 1851 až 1852. Holyoake byl socialista, volnomyšlenkář a ateista. Byl jednou z posledních osob odsouzených v Anglii za rouhání. Samotným termínem se snažil postihnout sociální řád oddělený od náboženství. Termínem „sekulární“ Holyoake neoznačuje absenci nebo popření náboženství, ale kategorii samu o sobě. To, co nazýval „sekularismem“, měla být koexistence světských a náboženských prvků, komplementární a společně konstituujících aspektů v pozitivním smyslu slova. Na rozdíl od jiných proponentů sekularistického hnutí, jako byl např. Charles Bradlaugh se svými tvrdými antiklerikálními postoji, cílem Holyoakeho myšlenky sekularismu nebylo v první řadě vytlačení náboženství z veřejné sféry. Holyoake nebral náboženství jako překážku nastupujícímu sekulárnímu řádu, ale trval na tom, že nový světský morální systém může být vystavěn nad starým náboženským systémem. Nešlo mu pouze o kritiku náboženství, ale o pozitivní budování nového morálního základu. Sám Holyoake to popisuje v knize Anglický sekularismus (1896) takto:
„Sekularismus je kodex povinnosti vztahující se k tomuto životu, založený na úvahách čistě lidských a určený hlavně těm, kterým připadá teologie neurčitá nebo nedostatečná, nespolehlivá nebo neuvěřitelná. Jeho základní principy jsou tři: 1) zlepšení tohoto života je možné hmotnými prostředky; (2) že věda je Prozřetelnost dostupná člověku; 3) že je dobré konat dobro. Ať už existuje jiné dobro, nebo ne, dobro současného života je dobré a je dobré ho hledat.“
Holyoake zastával názor, že sekularismus a sekulární etika by se neměly vůbec zajímat o náboženské otázky (protože jsou podle něj irelevantní), a měly by se proto odlišovat od ateismu. V tomto nesouhlasil právě s Charlesem Bradlaughem, který aktivně vystupoval proti náboženství, a jejich spor nakonec britské sekularistické hnutí rozdělil.

## Historie
Vznik současných sekulárních států v Evropě, postavených na principu neutrality veřejné moci ve vztahu k náboženství, je výsledkem postupného sekularizačního procesu. Ještě ve středověku byla vedoucí role církve v Evropě zásadní samozřejmostí. Za počáteční zlom, který se stal impulzem sekularizačního vývoje, lze považovat už boj o investituru mezi papežem a císařem a jeho urovnáním Wormským konkordátem (1122), který oddělil církevní a světskou moc. Dalším zlomovým obdobím byla situace konfesních občanských válek 16. a 17. století, kdy náboženský rozkol vedl k nadřazení státu a politiky nad náboženské otázky. Augšpurským náboženským mírem v roce 1555 bylo ukončeno první období náboženských válek v Německu. V této dohodě byla uznána náboženská svoboda ve formě politické zásady „čí země, toho náboženství“. Zároveň bylo potvrzeno převedení církevního majetku protestantskými knížaty do světských rukou. V podobném duchu Vestfálský mír (1648) po třicetileté válce prosadil princip nadřazenosti státní moci nad církví. Osvícenství společně s racionalismem a rozvojem vědy a techniky přinesly další posuny. Již v době Velké francouzské revoluce přechází značná část nemovitého majetku církve a jí řízené správy do rukou státu. Umírněnější formou vytěsňování církve z přímého vlivu na politickou moc lze zaznamenat za josefínských reforem v Rakousku na konci 18. století. Sociální revoluce 19. a 20. století a vznik evropských národních států pak vedly k postupnému oddělení církevních institucí od právních a vzdělávacích systémů. Náboženství se svým kultem, symbolikou a formálními projevy religiozity bylo do značné míry vykázáno do soukromé sféry věřícího.

## Státní sekularismus
Prvními sekulárními zeměmi se staly státy tradičně křesťanské, ve století dvacátém však vyhlásily sekularismus i některé státy s islámem jako dominantním náboženstvím (například Turecko, Persie v době před islámskou revolucí), či jiným.
Sekulární nábožensky a ideologicky neutrální stát se nemůže vázat ani na náboženské vyznání, ani na ateismus, přestože jedno nebo druhé může v konkrétní společnosti převažovat. Ideologickou neutralitu by měl stát uplatňovat uvnitř i navenek, tj. neutrální povahou samotné veřejné moci a neutrální orientací veřejné moci vůči ostatním subjektům (institucím, spolkům, občanům apod.). Vnitřní neutralitou je chápán zákaz přímého propojení veřejné moci s náboženstvím. Zároveň je nutné v tomto ohledu zvážit sociální či kulturně-historický kontext, kdy přítomnost náboženských symbolů nemusí vyjadřovat afilaci veřejné moci s konkrétním náboženstvím. Pro dodržení neutrality je zejména důležité, že takový obsah není přijímán jako obsah náboženský, ale jako kulturní. Vnější neutralita znamená, že a) veřejná moc – sekulární stát – je plně oddělena od projevů náboženské svobody; b) veřejná moc nerozšiřuje rozsah své neutrality mimo sebe sama. Nemá tak docházet k pronikání náboženství do sféry veřejné moci a zároveň náboženská neutralita se nemá rozšiřovat za hranici sféry veřejné moci. Různé sekulární státy pak mají různé přístupy k sekularismu na uvedené škále.
Z evropského průměru se do jisté míry vymyká Francie se svou laïcité (laicita, laicismus), která je ústavním principem francouzské republiky od roku 1905, kdy došlo k oddělení náboženství a státu. Běžně se laicita interpretuje jako zákaz náboženského vlivu a zapojení náboženství do vládních záležitostí a určování státní politiky. Na druhé straně princip laicity také zakazuje zapojení vlády do náboženských záležitostí a zejména zakazuje vládní vliv na samosprávu náboženských organizací. Státní sekularismus ve Francii tak obecně nevylučuje právo na svobodu náboženského vyznání. Nicméně francouzští politici se ve veřejném prostoru vždy důsledně zdržovali náboženských projevů a většinová společnost považuje diskrétnost v otázkách náboženství za nezbytnou součást národní identity. To dnes naráží na odpor zejména v přistěhovalecké komunitě, který se projevil řadou „šátkových afér“. Po poslední z nich v roce 2004 bylo zákonem zakázáno nošení jakýchkoli náboženských oděvů a symbolů (muslimský hidžáb, sikhský turban, křesťanský kříž, židovská hvězda apod.) ve veřejných školách jako specifické části francouzského veřejného prostoru. V roce 2011 pak byl přijat zákon zakazující zahalování obličeje na veřejných prostranstvích (nikáb, burka).
Koncept francouzského laicismu byl inspirací pro zakladatele moderní turecké republiky Mustafy Kemala Atatürka. Přeměna islámské země na sekulární stát byla radikální a proběhla ve velké šíři, od zrušení islámského práva šaría v plném rozsahu a jeho nahrazení evropským právním modelem přes zrušení mnohoženství po přikázané nošení klobouků místo fezů u mužů a zákaz nošení tradičních oděvů a zahalených obličejů u žen. Sekularizace v tehdejším Turecku dosáhla v podstatě totalitních rysů. Nicméně již od 50. let dochází k postupné proměně pod tlakem široce nábožensky orientované, navíc relativně muslimsky homogenní sunnitské společnosti. Přestože v Turecku i nadále existuje oddělení státních institucí a právního systému od přímého vlivu náboženství, opačně to neplatí. Stát není neutrální v konfesním smyslu a aktivně podporuje provoz mešit, organizuje povinnou náboženskou osvětu a zároveň reguluje působení jiných konfesí na svém území. Indikátorem postoje politických sil k podpoře islámu je podobně jako ve Francii otázka zákazu nošení šátku ve školách a veřejných institucích, které je na jedné straně prosazováno tureckým parlamentem, avšak podle tureckého Ústavního soudu neslučitelné se zásadou sekularismu.
Řada států charakteristiku „sekulární“ ve své historii nechápala jako nábožensky neutrální, ale jako „protináboženský“. Týká se to zejména států východní Evropy za doby komunismu, tehdejšího Sovětského svazu nebo doposud Čínské lidové republiky. Deklarovaný sekularismus jako součást hodnotového uspořádání veřejné moci byl a je v takových případech systematicky využíván právě k potlačování náboženské svobody.
Česká republika je jako sekulární stát definována článkem 2, odst. 1 Listiny základních práv a svobod: „Stát je založen na demokratických hodnotách a nesmí se vázat ani na výlučnou ideologii, ani na náboženské vyznání.“ Zároveň platí z druhé strany také článek 16 odst. 2: „Církve a náboženské společnosti spravují své záležitosti, zejména ustavují své orgány, ustanovují své duchovní a zřizují řeholní a jiné církevní instituce nezávisle na státních orgánech.“

## Postsekularismus
Ve 20. století se zdálo, že veřejné projevy a vliv náboženství upadají jako průvodní jev modernizace a postupujících společenských změn. Sociologické údaje z průzkumů ukazovaly a stále ukazují měřitelný pokles příslušnosti k církvím, času věnovaného náboženským aktivitám nebo finančních prostředků věnovaných na náboženské účely. Předpokládalo se přinejmenším, že náboženství může být omezeno na soukromou víru, a veřejný diskurz tak může být vymezen zcela nenábožensky.
Zkušenost posledních desetiletí však ukazuje, že státy plně sekulární být nemohou a že opozice mezi veřejným a soukromým náboženstvím i opozice mezi náboženským a sekulárním je v podstatě neudržitelná. Dnešní svět je „stejně výrazně náboženský, jako byl svět kdykoli dřív, a v některých oblastech dokonce ještě víc“. Výjimkou se dlouho zdála být pouze západní Evropa, která byla vzorem pro ideje sekularismu. Nicméně se ukazuje, že rostoucí globalizace světa a realita rostoucího přistěhovalectví v Evropě, ať už z důvodu ekonomického nebo humanitárního, problematizuje vlastní cíle sekularismu. Náboženství je v některých kulturách natolik spjaté s identitou člověka a společenských skupin, že je nelze jednoduše vymazat z veřejného života do soukromí. Navíc, v Evropě nelze omezit náboženství ve veřejném prostoru pouze na tradiční a ve společnosti etablované církve, neboť stále větší roli hraje i spiritualita různých nových duchovních proudů a náboženských hnutí.
Jako reakci na vývoj společnosti v západní Evropě, kde je čím dál více jasné, že sekularizace není nijak úměrná modernizaci společnosti, formuloval Jürgen Habermas myšlenku postsekulární společnosti. Habermas připouští možnou významnou roli náboženství ve veřejném diskurzu, aniž by byl ohrožen sekulární základ státu. Liberální stát, podle Habermase, nesmí odrazovat věřící a náboženské komunity od politických projevů, protože samotný stát nemůže vědět, zda by se tím neodstřihl od klíčových zdrojů svého smyslu a identity. Zdůrazňuje však nadále sekulární charakter státu a práva, náboženské pravdy nemohou pronikat do institucionální sféry jako čistě náboženské, ale musí být výsledkem demokratického racionálního diskurzu.
Jakým způsobem náboženství vstupuje zpět do veřejného sekulárního prostoru a propojuje se s politikou a státními orgány, je patrné na vývoji v řadě východních postkomunistických států Evropy. Aniž by se výrazně zvýšila míra náboženské aktivity obyvatel, dochází k pronikání náboženských tezí nejen do veřejného prostoru, ale i do právních základů státu (např. protipotratový zákon v Polsku). Motivací pro-náboženských projevů politiků je často snaha o posilování národní identity a kultury či deklarace obrany „křesťanských“ hodnot proti pronikání kulturně odlišných prvků jiných náboženství (nejčastěji islám). To se děje i v české společnosti, která je v tomto ohledu velmi specifická s výrazně negativním vztahem k církevní religiozitě.